# Coelogyninae
Coelogyninae é uma subtribo de plantas da família das orquídeas (Orchidaceae) que pertence a tribo Arethuseae, subfamília Epidendroideae no grupo das "Epidendroideas superiores"  . Não há espécies nativas do Brasil  a despeito de muitas terem sido introduzidas e serem comumente encontradas.
Espécies fáceis de cultivar, algumas muito vistosas, encontram-se entre as preferidas dos colecionadores de orquídeas. Coelogyninae, inclui alguns gêneros muito populares como Coelogyne, Thunia e Pholidota, e também espécies pequenas, particularmente os gêneros  Pleione, Dendrochilum e Chelonistele.

## Distribuição
A subtribo Coelogyninae está dividida em 21 gêneros  e 730 espécies , distribuidos pela Ásia Tropical e do Pacífico, e Japão. Seus principais centros de dispersão são o Himalaia e Grandes Ilhas do Sudeste Asiático onde em regra habitam florestas tropicais perenes ou florestas subtropicais de altitude, são mais raras em florestas litorâneas úmidas ou áreas com forte alternância climática.

## Descrição
São plantas terrestres, epífitas ou raramente rupícolas, frequentemente com pseudobulbos, um gênero sem, então com bulbos enterrados; os pseudobulbos apresentam uma ou duas folhas na estremidade e em alguns casos nascem superpostos; 
quando os caules são estreitos e alongados, as flores não são vistosas e as pétalas não são mais largas que as sépalas; se apresentam bulbos subterrâneos então sua inflorescência é terminal; o labelo de suas flores pode apresentar calcar ou não; a antera é elmiforme, com quatro ou raramnte oito polínias; viscídio ausente ou inconspícuo. 

## Taxonomia
A subtribo Coelogyninae foi publicada por George Bentham, em 1881, com o nome de Coelogyneae. Até recentemente esta subtribo somente incluia gêneros com pseudobulbos, entretanto estudos filogenéticos ampliaram a circunscrição de Coelogyninae para incluir gêneros com caules alongados ou bulbos subterrâneos, tais como Bletilla, Thunia, Dilochia e Glomera . Grande surpresa foi o posicionamentop de Pleione dentre todos os gêneros em um clado isolado .

## Gêneros

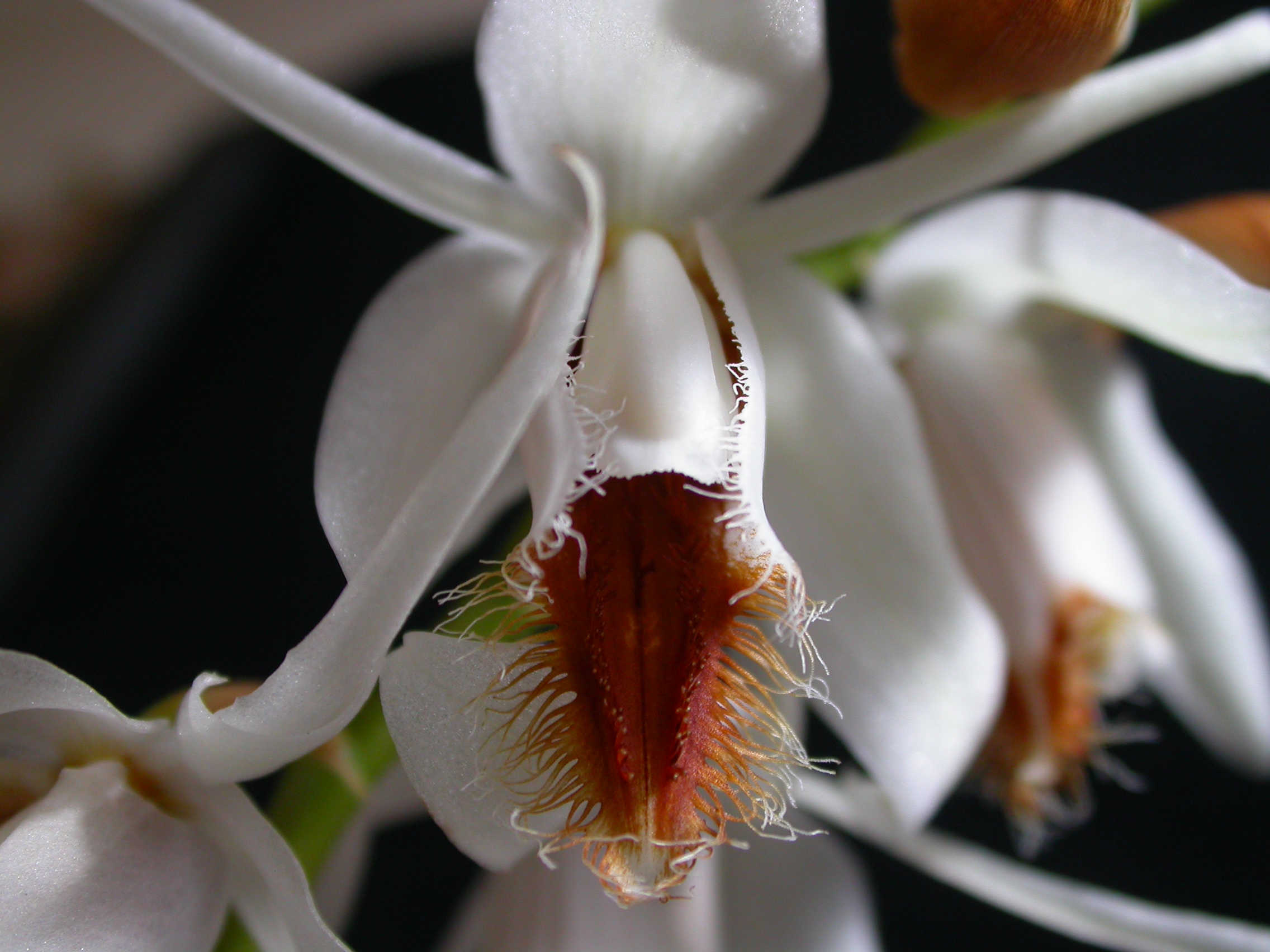
Coelogyne barbata
Detalhe do labelo mostrando suas carenas verrucosas e lobos laterais ao longo de toda a coluna.

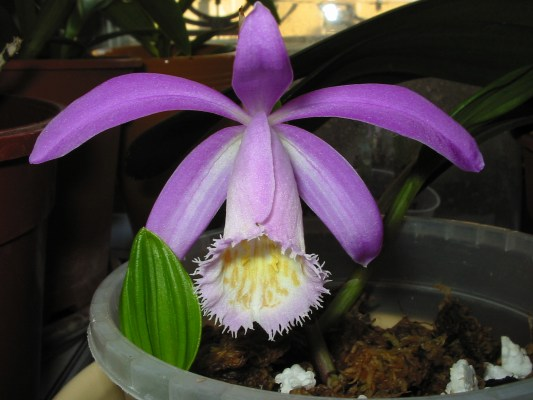
Pleione formosana
Onde se veem suas folhas plicadas e inflorescência com uma só flor.

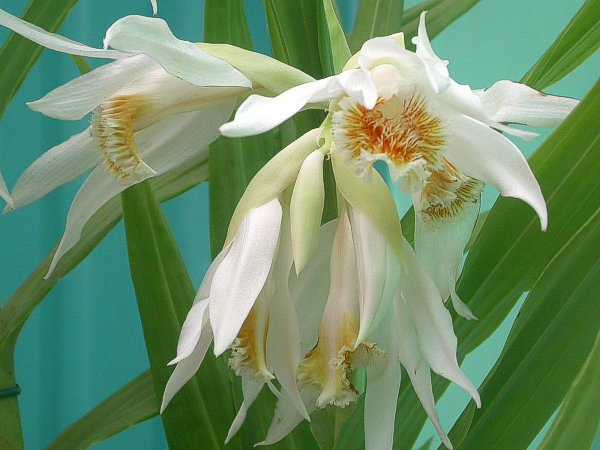
Thunia alba
Também conhecida pelo seu sinônimo, Thunia marshalliana, aqui se podem ver a inflorescência racemosa e as multiplas folhas presentes em seu caule.

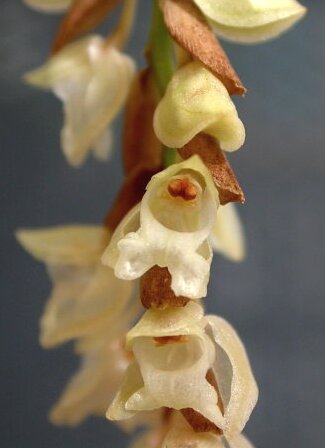
Pholidota imbricata
notem-se suas flores de labelo sem esporão, dividido em hipoquilo sacado e epiquilo bilobado e sua coluna curta e espessa.

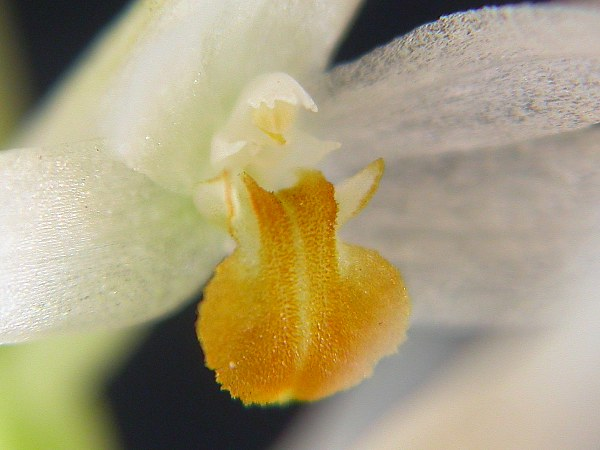
Dendrochilum glumaceum
Detalhe do labelo e coluna da flor onde se veem as duas asas laterais na coluna que, dentre todos, somente este gênero ocasionalmente apresenta.

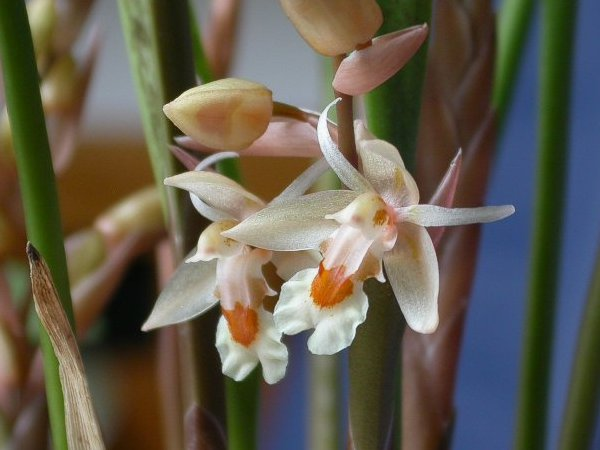
Chelonistele sulphurea
Flores, mostrando o labelo claramente dividido em hipoquilo e epiquilo, trilobado, com duas carenas lisas paralelas contínuas e os lobos laterais curtos planos e começando longe da base do labelo.

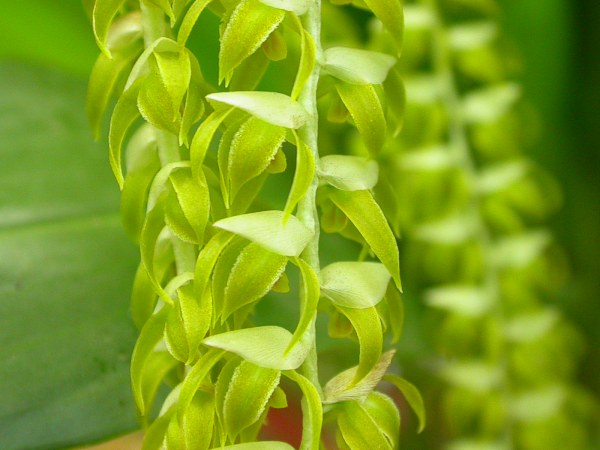
Dendrochilum magnum
Inflorescência, mostrando as brácteas persistentes que cobrem parcialmente suas flores e pétalas quase da mesma largura das sépalas.

- Thunia Rchb.f. - 5 espécies

Plantas de caules alongados, sem ramificações, carnosos, que duram apenas dois anos e apresentam muitas folhas convolutas; inflorescência racemosa com brácteas persistentes; flores de labelo com três ou mais carenas, calcarado; quatro ou oito polínias.
- Dilochia Lindley - 8 espécies

Plantas de caules alongados sem ramificações pouco carnosos, perenes, com muitas folhas convolutas; inflorescência usualmente paniculada  com brácteas decíduas; flores de labelo sem calcar mas com três ou mais carenas; quatro ou oito polínias.
- Glomera Blume - 130 espécies

Plantas de caules alongados com ou sem ramificações com muitas folhas convolutas; flores de labelo plano, calcarado, sem carenas, ocasionalmente com espessamento central; quatro polínias.
- Aglossorrhyncha Schlechter - 13 espécies

Plantas de caules alongados com ou sem ramificações com muitas folhas convolutas; flores de labelo acanoado, sem calcar nem carenas, ocasionalmente com espessamento central; quatro polínias.
- Bletilla Rchb.f. - 5 espécies

Plantas com rizoma subterrâneo, irregular, espessado; sem pseudobulbos; com duas a quatro folhas.
- Ischnogyne Schlechter - 1 espécie

Plantas com caules espessados em pseudobulbos, comparativamente curtos, com uma ou duas folhas; inflorescências solitárias com flor de sépalas laterais mas sacadas na base mas quase inteiramente livres; com labelo de base sacada ou calcarada, não sigmoide.
- Bracisepalum J.J.Sm. - 2 espécies

Plantas com caules espessados em pseudobulbos, comparativamente curtos, monofoliados; inflorescência multiflora com flores de sépalas laterais sacadas na base mas quase inteiramente livres; com labelo carenado, de base sacada ou calcarada, não sigmoide.
- Neogyna Rchb.f. - 1 espécie

Plantas com caules espessados em pseudobulbos, comparativamente curtos, bifoliados; inflorescência multiflora com flores de sépalas laterais sacadas na base mas quase inteiramente livres; com labelo liso, de base sacada ou calcarada, não sigmoide.
- Gynoglottis J.J.Sm. - 1 espécie

Plantas com caules espessados em pseudobulbos, comparativamente curtos, com uma ou duas folhas; flores dispostas em várias direções; labelo preso aos lados da coluna apresentando lobos laterais e carenas proeminentes.
- Entomophobia de Vogel - 1 espécie

Plantas com caules espessados em pseudobulbos, comparativamente curtos, com uma ou duas folhas; inflorescência ereta com mais de dez flores, todas orientadas para um só lado; labelo preso aos lados da coluna sem lobos laterais nem carenas, com calo transversal.
- Dickasonia L.O.Williams - 1 espécie

Plantas com caules espessados em pseudobulbos, comparativamente curtos, com uma ou duas folhas; inflorescência pendente com menos de dez flores, todas orientadas para um só lado; labelo preso aos lados da coluna sem lobos laterais, carenas, nem calo transversal.
- Bulleyia Schlechter - 1 espécie

Plantas com caules espessados em pseudobulbos, comparativamente curtos, com uma ou duas folhas; flores de labelo grandemente livre da coluna mas com esporão tubular curvo.
- Pleione D.Don - 21 espécies

Plantas com caules espessados comparativamente curtos, formando pseudobulbos anuais com uma ou duas folhas plicadas; inflorescência com uma ou duas flores de labelo grandemente livre da coluna, sem esporão mas ocasionalmente sacado na base.
- Otochilus Lindley - 5 espécies

Plantas com caules espessados comparativamente curtos, formando pseudobulbos que duram alguns anos, com uma ou duas folhas plicadas; inflorescência apresentando de uma a muitas flores de labelo grandemente livre da coluna, sem esporão, dividido em hipoquilo sacado e epiquilo bilobado, ocasionalmente muito reduzido, sem carenas, ou com duas carenas mas então com coluna longa e delgada, estreita na estremidade.
- Pholidota Lindley ex Hooker - 41 espécies

Plantas com caules espessados comparativamente curtos, formando pseudobulbos que duram alguns anos, com uma ou duas folhas plicadas; inflorescência apresentando de uma a muitas flores de labelo grandemente livre da coluna, sem esporão, dividido em hipoquilo sacado e epiquilo bilobado, ocasionalmente muito reduzido, sem carenas, ou com duas carenas mas então com coluna curta e espessa, sem alargamento na estremidade.
- Nabaluia Ames - 3 espécies

Plantas com caules espessados comparativamente curtos, formando pseudobulbos que duram alguns anos, com duas folhas plicadas ou não; inflorescência apresentando de uma a muitas flores de labelo grandemente livre da coluna, com lobos laterais eretos, sem esporão, não sacado na base, com calo em ferradura entre os lobos laterais.
- Coelogyne Lindley - 195 espécies

Plantas com caules espessados comparativamente curtos, formando pseudobulbos que duram alguns anos, com uma ou duas folhas plicadas ou não; inflorescência apresentando de uma a muitas flores que medem de 2 a 15 cm, de labelo grandemente livre da coluna, sem esporão nem sacado na base, glabro ou com carenas, papilas ou verrugas, quando trilobado com lobos laterais eretos ao longo da coluna, se inteiro com as margens laterais eretas.
- Geesinkorchis de Vogel - 4 espécies

Plantas com caules espessados, comparativamente curtos, formando pseudobulbos que duram alguns anos, com uma ou duas folhas plicadas ou não; inflorescência com brácteas florais caducas apresentando muitas flores, de mo máximo 3 cm, que abrem em sucessão uma ou duas por vez, apresentando labelo grandemente livre da coluna, sem esporão, não sacado na base, se trilobado então os lobos não se estendem até a base mas iniciam repentinamente longe da base, se inteiro então sem margens eretas, quando há carenas estas são inteiras, glabras e regulares; coluna amplamente espatulada na estremidade.
- Chelonistele Pfitzer - 12 espécies

Plantas com caules espessados, comparativamente curtos, formando pseudobulbos que duram alguns anos, com uma ou duas folhas plicadas ou não; inflorescência com brácteas florais caducas apresentando de uma a muitas flores de labelo grandemente livre da coluna, sem esporão, dividido em hipoquilo sacado e epiquilo bilobado com duas carenas paralelas, ocasionalmente muito reduzido e coluna largamente espatulada na estremidade. Ou quando o labelo não é claramente dividido mas plano com epiquilo trilobado, então inflorescência com brácteas florais caducas, de flores que medem no máximo 3 cm, quando multiflora, com flores simultâneas, com pétalas muito mais estreitas que as sépalas; se com labelo trilobado então os lobos não se estendem até a base mas iniciam repentinamente longe da base, se labelo inteiro então sem margens eretas, quando há carenas estas são inteiras, glabras e regulares e a coluna é amplamente espatulada na estremidade.
- Panisea Lindley - 9 espécies

Plantas com caules espessados, comparativamente curtos, formando pseudobulbos com uma ou duas folhas; flores com sépalas laterais sacadas na base mas quase inteiramente livres, então com labelo sigmoide e sem base sacada nem calcarada. Ou com sépalas laterais planas na base então plantas com pseudobulbos que duram alguns anos, com uma ou duas folhas plicadas ou não; inflorescência com brácteas florais persistentes, apresentando até oito flores que medem no máximo 3 cm, com pétalas pouco mais estreitas que as sépalas as quais medem mais de 1 cm, de labelo grandemente livre da coluna, sem esporão, não sacado na base, se trilobado então os lobos não se estendem até a base mas iniciam repentinamente longe da base, se inteiro então sem margens eretas, quando há carenas estas são inteiras, glabras e regulares; coluna pouco espatulada na estremidade.
- Dendrochilum Blume - 271 espécies

Plantas com caules espessados, comparativamente curtos, formando pseudobulbos com uma ou duas folhas; flores com sépalas laterais sacadas na base então concrescidas por mais da metade do comprimento. Ou com sépalas laterais planas na base então plantas com pseudobulbos monofoliados que duram alguns anos, com folhas plicadas ou não; inflorescência com brácteas florais persistentes, apresentando poucas ou muitas flores que medem no máximo 3 cm, quando poucas então com sépalas que medem menos de 1 cm de comprimento; com pétalas pouco mais estreitas que as sépalas; de labelo grandemente livre da coluna, sem esporão, não sacado na base, se trilobado então os lobos não se estendem até a base mas iniciam repentinamente longe da base, se inteiro então sem margens eretas, quando há carenas estas são inteiras, glabras e regulares; coluna pouco espatulada na estremidade.